# Медовичка новогвінейська
Медови́чка новогвінейська (Myzomela sclateri) — вид горобцеподібних птахів родини медолюбових (Meliphagidae). Ендемік Папуа Нової Гвінеї. Вид названий на честь британського орнітолога Філіпа Склейтера.

## Поширення і екологія
Новогвінейські медовички мешкають на островах на схід від Нової Гвінеї, зокрема на островах архіпелагу Бісмарка. Вони живуть у вологих гірських тропічних лісах і чагарникових заростях та в садах.